# 1389 Onnie
1389 Onnie este un asteroid din centura principală, descoperit pe 28 septembrie 1935, de Hendrik van Gent.